# Neumannmühle (Sächsische Schweiz)

Hinweisschild an der Neumannmühle

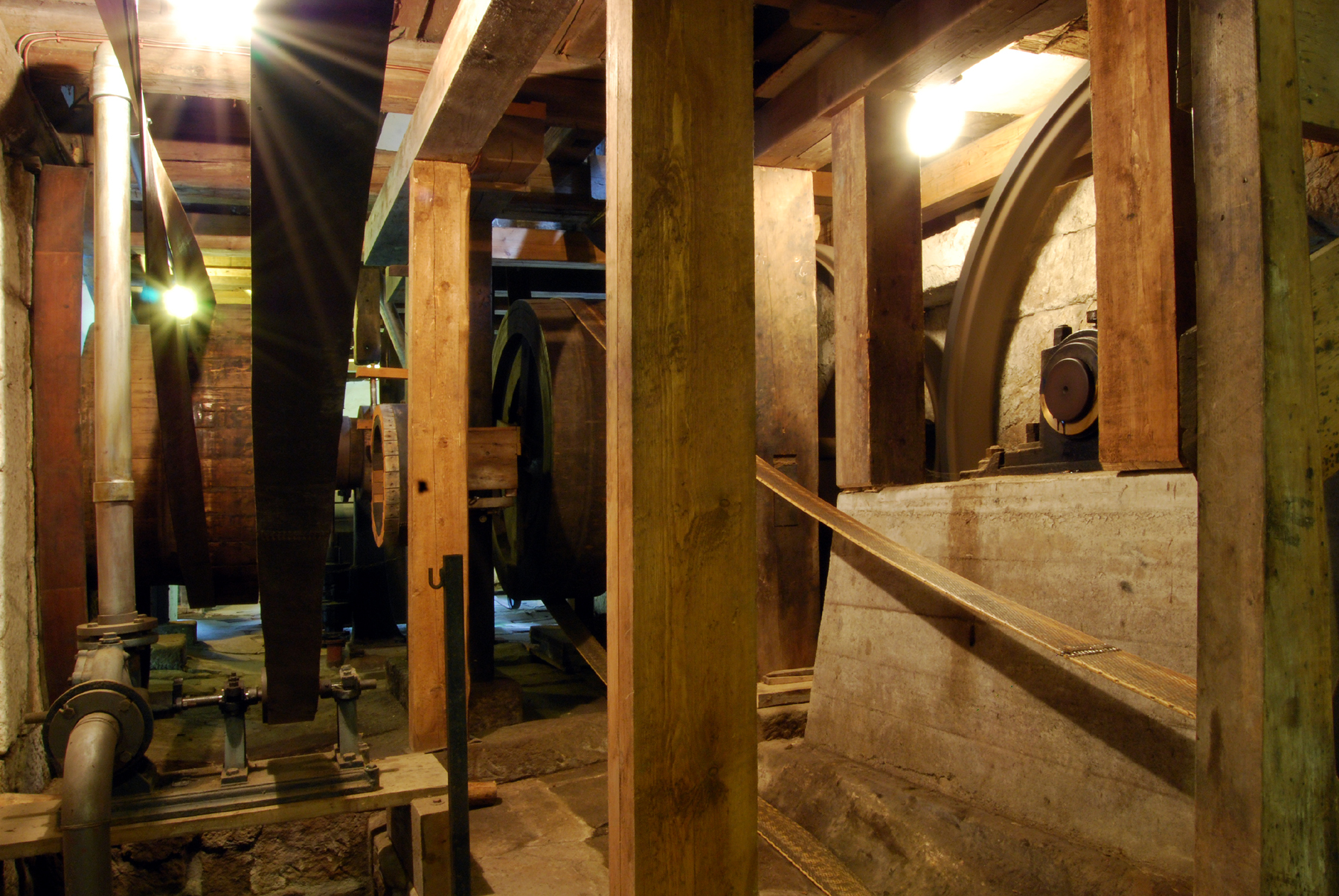
Technisches Denkmal – Schauanlage Neumannmühle

Zugang Neumannmühle

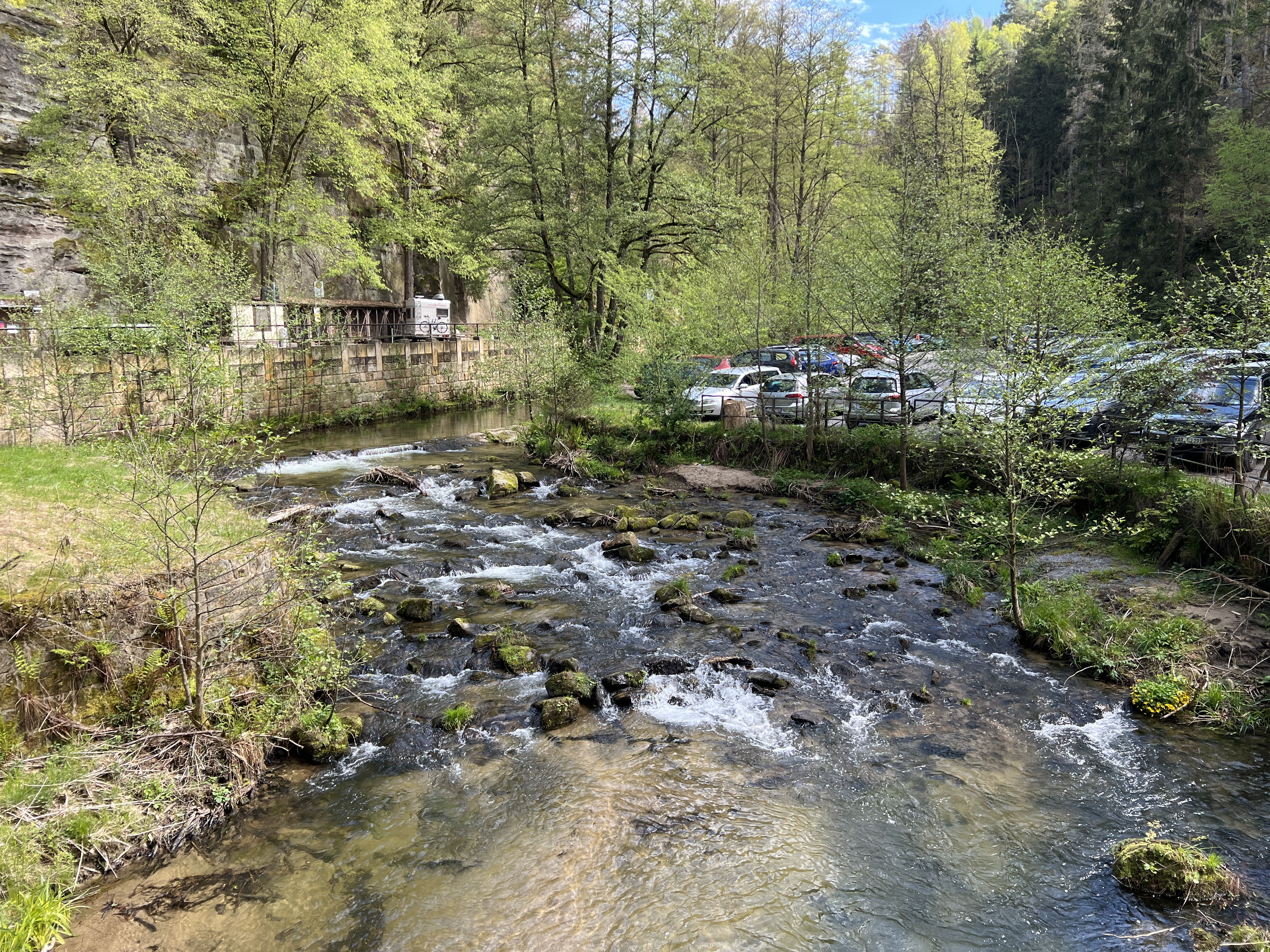
Wehranlage an der Neumannmühle

Gasthaus Neumannmühle

Die Neumannmühle in der Hinteren Sächsischen Schweiz, wo der 6 km lange Große Zschand in das Kirnitzschtal mündet, ist eine 1576 erstmals urkundlich erwähnte und seit 1791 ununterbrochen im Besitz der Familie Neumann befindliche Sägemühle. Ab 1870 betrieb man damit auch Holzschleiferei (Wasserkraft 15–18 PS).
Seit dem 8. Juni 1996 ist sie als Technisches Denkmal für die Öffentlichkeit zugänglich.  Die erhalten gebliebene Einrichtung zum Schleifen von Holz entspricht dem Stand von 1870. Nach erfolgreicher Rekonstruktion erinnert sie als Schauanlage gleichzeitig an den Erfinder des Holzschliffs Friedrich Gottlob Keller. Die Mühle gehört zum Ortsteil Ottendorf der Stadt Sebnitz.

## Geschichte
Am Standort der Neumannmühle wird erstmals 1576 die Existenz einer Mühle urkundlich belegt. In einem Verzeichnis des Amts Hohnstein werden an der Einmündung des Großen Zschands ins Kirnitzschtal zwei Brettmühlen erwähnt, bei denen es sich um die heutige Neumannmühle und die benachbarte Buschmühle handelte. Nach nicht belegten Angaben von Alfred Meiche soll es bereits im 14. Jahrhundert an dieser Stelle eine Mühle gegeben haben. Beide Mühlen waren im Besitz von Ottendorfer Bauern.
1661 gehörte die Mühle dem Ottendorfer Bauern Andreas Hickel. Bei dessen Tod 1676 war die Mühle mit erheblichen Schulden belastet. In der daraufhin erforderlichen Versteigerung erwarben seine Schwiegersöhne Christoph Michel aus Lichtenhain und Michael Sturm aus Saupsdorf die Brettmühle. Ungefähr um 1750 verkauften Sturms Erben die Mühle an Georg Friedrich aus Ottendorf. 1791 verkaufte dessen Sohn Johann Christoph Friedrich die Mühle an seine Tochter Johanna Sophia, deren Mann der böhmische Brettmüller Joseph Neumann war. Neumann heiratete nach dem Tod seiner ersten Frau, die bereits 1799 starb, im Jahre 1801 Sophie Elisabeth Michel, eine Tochter des Ottendorfer Erbgerichtsbesitzers. Diese wiederum heiratete nach dem Tod Neumanns 1824 vier Jahre später den Stolpener Müller Christian Traugott Herbrig. 1847 schließlich erwarb Christian Wilhelm Neumann, ihr Sohn aus der ersten Ehe mit Joseph Neumann, die Mühle. Zur Mühle gehörten neben der eigentlichen Schneidemühle das Wohnhaus, eine Scheune und die dazugehörigen Grundstücke. Außerdem gab es noch eine Wiese und ein Stück Feld.
1872 wurde die Straße durchs Kirnitzschtal erbaut, die mitten durch den Hof der Mühle führte. Damit war der Transport des Schnittholzes wesentlich erleichtert worden, bis zum Bau der Straße hatten die Müllerburschen das geschnittene Holz auf ihren Schultern bis auf die Höhe von Ottendorf tragen müssen. Damit ist sie die weltweit älteste noch im Original erhaltene Anlage. Christian Wilhelm Neumann nahm die verbesserte Verkehrsanbindung zum Anlass, eine Holzschliffanlage in die Schneidemühle einzubauen, die er wahrscheinlich gebraucht erworben hatte. Das Mühlengebäude wurde hierzu durch einen Anbau erweitert. Bis 1945 wurden die Anlagen zur Holzschlifferzeugung genutzt. Otto Neumann, der letzte Neumann-Müller beging zusammen mit seiner Frau in den letzten Kriegstagen Suizid. Das Sägewerk wurde erst 1955 stillgelegt.
Bereits in den 1960er Jahren begannen Heimatschützer und technikgeschichtlich interessierte Fachleute mit Bemühungen zum Erhalt der stillgelegten Anlage. Mit Hilfe des Kreises Sebnitz, des Deutschen Buch- und Schriftmuseums Leipzig und der VVB Zellstoff, Papier und Pappe in Heidenau konnte die Mühle 1969 als technisches Denkmal und Museum eröffnet werden.
Nachdem in den 1980er Jahren die Anlage nicht ausreichend gepflegt werden konnte, wurde die teilweise verfallene Anlage seit Beginn der 1990er Jahre umfassend saniert und restauriert. Seit 1998 kümmert sich der Verein Schauanlage Neumannmühle e. V. um den Betrieb und Erhalt der Anlage.
Das Wasserrad mit einem Durchmesser von 4,80 Metern wurde 2023 erneuert. Die Kosten dafür beliefen sich auf ca. 40.000 €.

## Wehranlage
Das einst für die Flößerei geschaffene Wehr an der Neumannmühle wurde 2002 zur Wiedereinbürgerung des Lachses zu einer rauen Rampe umgestaltet. Es ist sowohl für den Bestand der Fische und der Kleinlebewesen, als auch für die Erhaltung und Wiederherstellung des Wildbachcharakters von großer Bedeutung. Das nun für Fische überwindbare Wehr passt sich so gut an das Gewässer an, dass der Gefällesprung für den Betrachter fast nicht zu erkennen ist.
Die nährstoffarmen Verhältnisse in der Kirnitzsch limitieren jedoch den Fischbestand, auch den der Bachforellen. Abschnittsweise eignet sie sich als Jungfisch- und Laichhabitat. Das Angeln ist allerdings im Gebiet des Nationalparkes verboten.

## Touristische Nutzung
Am Eingang zum Großen Zschand befindet sich ein großer Wanderparkplatz. Zudem ist die Neumannmühle Bushaltestelle an der vor allem an Wochenenden gut frequentierten Buslinie 241 (Pirna–Bad Schandau–Hinterhermsdorf). Die Gaststätte und Wanderherberge in der Neumannmühle wird daher vielfach von Wanderern, Kletterern und sonstigen Touristen genutzt und dient als Ausgangspunkt für Wanderungen in den Großen Zschand und die Felsenlandschaft der Hinteren Sächsischen Schweiz.
Die Neumannmühle ist Etappenziel der 4. Etappe des Malerwegs von Altendorf kommend vorbei am Lichtenhainer Wasserfall. Die 5. Etappe führt von hier nach Schmilka. Der Malerweg wurde 2008 zu Deutschlands beliebtester Wanderetappe gewählt. Der 15 km lange Lehrpfad Flößersteig führt von der Neumannmühle nach Bad Schandau entlang der Kirnitzsch bis zur Mündung in die Elbe. Mehr als 100 Informationstafeln auf dem Flößersteig informieren über die Arbeit der Flößer, die einst auf diesem Weg die in den Wäldern gefällten und in der Kirnitzsch zur Elbe geflößten Baumstämme begleiteten.
Neben der alten Mühle ermöglichen Fremdenzimmer und Schlafsackplätze in einer Berghütte am Felsen ein naturnahes Übernachten. Weitere Mühlen, alt wie die Holzflößerei auf der Kirnitzsch, ergänzen romantische Wanderungen. Entlang der Zufahrtsstraße und Wanderwege ragen steile Felsen aus dem Tal und bilden im Verlauf die Kirnitzschklamm. Nationalparkführer gestalten Halbtagestouren durch diese Felsenlandschaft, welche durch Räumichte aufgelockert wird.
Seit 1990 gehört die Neumannmühle wie auch das umliegende Felsrevier zum Nationalpark Sächsische Schweiz.